# Campionato mondiale di hockey su ghiaccio 1986
Il campionato mondiale di hockey su ghiaccio 1986 (51ª edizione) si è svolto dal 12 al 28 aprile 1986 in Unione Sovietica, in particolare nella città di Mosca. Esso è stato considerato anche come campionato europeo, alla sua 62ª edizione.
Vi hanno partecipato otto rappresentative nazionali. A trionfare è stata la nazionale sovietica, che ha conquistato così il 20º titolo mondiale.
Per quanto riguarda il titolo europeo sono state considerate le sfide tra le nazionali europee relative al primo turno della manifestazione ed il titolo è andato anche in questo caso alla nazionale sovietica, che ha ottenuto il suo 24º titolo europeo.

## Nazionali partecipanti
- Unione Sovietica
- Svezia
- Finlandia
- Canada
- Cecoslovacchia
- Stati Uniti
- Germania Ovest
- Polonia

## Podio

### Mondiale
| Pos. | Squadra          |
| ---- | ---------------- |
| 1°   | Unione Sovietica |
| 2°   | Svezia           |
| 3°   | Canada           |

### Europeo
| Pos. | Squadra          |
| ---- | ---------------- |
| 1°   | Unione Sovietica |
| 2°   | Svezia           |
| 3°   | Finlandia        |